# 南東欧協力イニシアティヴ

南東欧協力イニシアティヴの参加国
参加国
オブザーバ国

南東欧協力イニシアティヴ（なんとうおうきょうりょくイニシアティヴ、英: Southeast European Cooperative Initiative）は、南東ヨーロッパ諸国における国境を越えた犯罪と戦い、またその協調を推進することを目的とした国際機関。ルーマニアのブカレストにある国民の館に本部が置かれている。1995年に発足した。英語呼称は「Southeast European Cooperative Initiative」であり、頭文字をとって「SECI」と呼ばれる。

## 参加国
- 南東欧地域の国
  -  アルバニア
  -  ボスニア・ヘルツェゴビナ
  -  ブルガリア
  -  クロアチア
  -  ギリシャ
  -  ハンガリー
  -  北マケドニア
  -  モルドバ
  -  ルーマニア
  -  セルビア
  -  スロベニア
  -  トルコ
- 地域外のヨーロッパの国
  -  オーストリア
  -  アゼルバイジャン
  -  ベルギー
  -  フランス
  -  ジョージア
  -  ドイツ
  -  イタリア
  -  オランダ
  -  ポルトガル
  -  スペイン
  -  ウクライナ
  -  イギリス
- オブザーバーのヨーロッパ外部の国
  -  カナダ
  -  日本
  -  アメリカ
- オブザーバーの国際機関
  - 国際移住機関（IOM）
  - European Institute for Law Enforcement Cooperation（EULEC）
  - International Center for Migration Policy Development（ICMPD）
  - 国際連合コソボ暫定行政ミッション（UNMIK）